# Habsburg hoch!

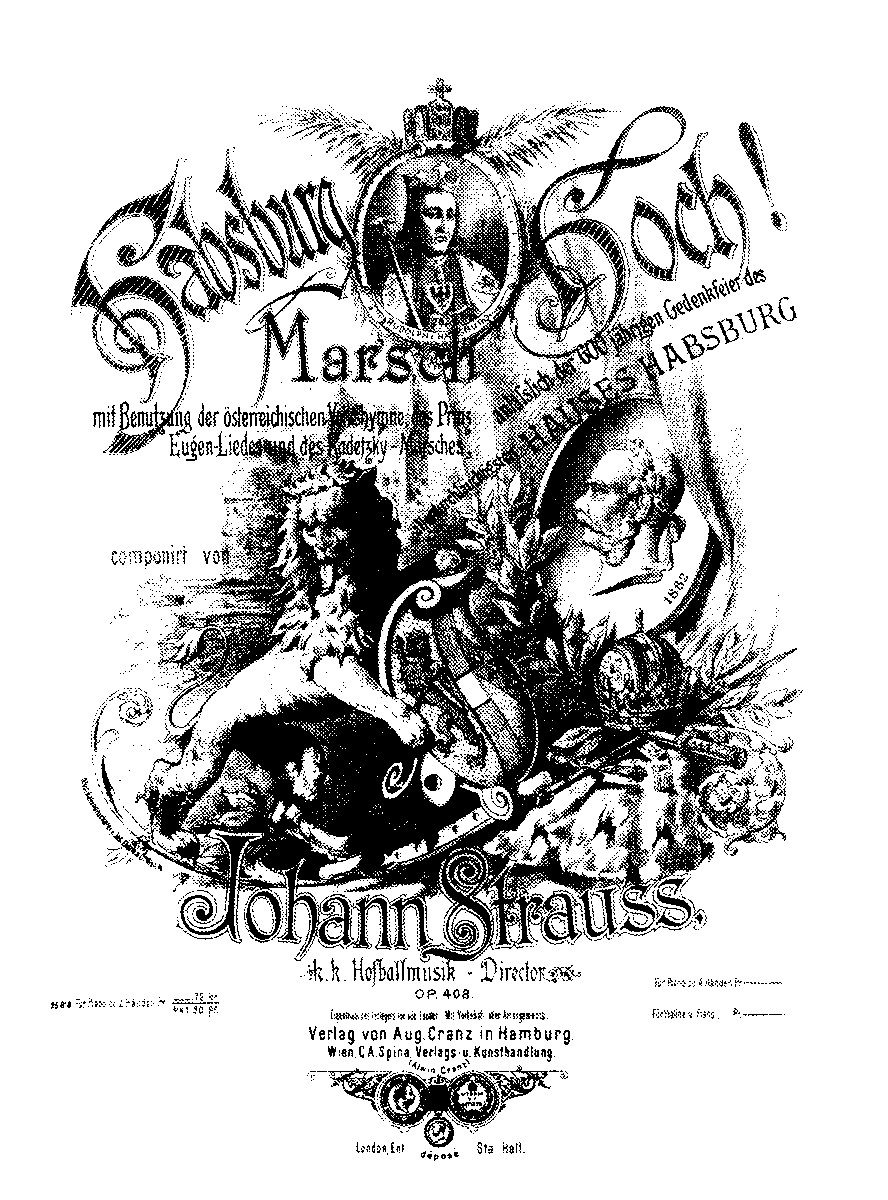
Klaverutdraget till 'Habsburg hoch!'.

Habsburg hoch!, op. 406, är en marsch av Johann Strauss den yngre. Den framfördes första gången den 27 december 1882 i Carltheater i Wien.

## Historia
1882 hade huset Habsburg regerat i Österrike i 600 år. Många festligheter hölls och Eduard Strauss valde att ge en konsert i Musikverein den 17 december då han dirigerade en militärorkester som framförde hans marsch Österreichs Völker-Treue (op. 211). Johann Strauss satte samman en marsch som innehöll fragment från fadern Johann Strauss den äldres Radetzkymarsch, Prinz Eugen-Marsch och Joseph Haydns kejsarhymn. Den 27 december ägde en Habsburgsfest rum på Carltheater och på programmet stod, förutom Strauss marsch Habsburg hoch!, en prolog av Joseph Weyland och premiären av Ludwig Anzengrubers komedi Die umkehrte Freit.

## Om marschen
Speltiden är ca 3 minuter och 8 sekunder plus minus några sekunder beroende på dirigentens musikaliska tolkning.

## Weblänkar
- Habsburg hoch! i Naxos-utgåvan.